# Андрес Тюньєс
Андрес Хосе Тюньєс Арсео (ісп. Andrés José Túñez Arceo; народився 15 березня 1987 року в Каракасі, Венесуела) — венесуельський футболіст, захисник клубу «Патум Юнайтед». Виступав за збірну Венесуели.
Тюньєс народився в Каракасі в сім'ї іммігрантів з іспанської Галісії. У 7 років він разом з родиною повернувся назад до Іспанії.

## Клубна кар'єра
Андрес починав кар'єру в молодіжній академії клубу «Компостела», але пробувши там два роки, перейшов до системи «Сельти». 2006 року він закінчив академію клубу і чотири сезони виступав за резервну команду, чекаючи на свій шанс. На початку 2010 року, коли до казанського «Рубіна» перейшов основний конкурент за місце в основі Хорді, Туньєс став завойовувати місце в стартовому складі. 16 січня в матчі проти «Реал Сосьєдада» він дебютував у Ла-Лізі. 21 травня 2011 року в поєдинку проти «Ельче» Андрес забив свій перший гол за клуб.
У сезоні 2013/14 виступав в Ізраїлі за «Бейтар» (Єрусалим). Від 2014 року грає за таїландський «Бурірам Юнайтед», у складі якого неодноразово ставав чемпіоном Таїланду (2014, 2015, 2017). У сезоні 2016/17 грав на правах оренди за аутсайдера другого дивізіону Іспанії «Ельче».

## Міжнародна кар'єра
7 вересня 2011 року в товариському матчі проти збірної Гвінеї дебютував за збірну Венесуели.
2015 року потрапив у заявку на участь у Кубку Америки в Чилі. На турнірі він зіграв у матчах проти збірних Колумбії, Перу і Бразилії.

## Статистика виступів за клуб
Станом на 4 листопада 2016
| Клуб               | Сезон              | Ліга | Ліга | Кубок | Кубок | Європа | Європа | Загалом | Загалом |
| Клуб               | Сезон              | Ігри | Голи | Ігри  | Голи  | Ігри   | Голи   | Ігри    | Голи    |
| ------------------ | ------------------ | ---- | ---- | ----- | ----- | ------ | ------ | ------- | ------- |
| Сельта Б           | 2006–2007          | 9    | 0    | —     | —     | —      | —      | 9       | 0       |
| Сельта Б           | 2007–2008          | 23   | 0    | —     | —     | —      | —      | 23      | 0       |
| Сельта Б           | 2008–2009          | 25   | 0    | —     | —     | —      | —      | 25      | 0       |
| Сельта Б           | 2009–2010          | 16   | 0    | —     | —     | —      | —      | 16      | 0       |
| Сельта Б           | Загалом            | 73   | 0    | —     | —     | —      | —      | 73      | 0       |
| Сельта             | 2009–2010          | 16   | 1    | 7     | 0     | —      | —      | 23      | 1       |
| Сельта             | 2010–2011          | 8    | 1    | 0     | 0     | —      | —      | 8       | 1       |
| Сельта             | 2011–2012          | 29   | 1    | 0     | 0     | —      | —      | 29      | 1       |
| Сельта             | 2012–2013          | 30   | 0    | 3     | 0     | —      | —      | 33      | 0       |
| Сельта             | Загалом            | 83   | 3    | 10    | 0     | —      | —      | 93      | 3       |
| Бейтар             | 2013–2014          | 23   | 0    | 2     | 0     | —      | —      | 25      | 0       |
| Бейтар             | Загалом            | 23   | 0    | 2     | 0     | —      | —      | 25      | 0       |
| Бурірам Юнайтед    | 2014               | 19   | 2    | 1     | 0     | —      | —      | 20      | 2       |
| Бурірам Юнайтед    | 2015               | 27   | 9    | 10    | 7     | 6      | 1      | 43      | 17      |
| Бурірам Юнайтед    | 2016               | 27   | 9    | 11    | 9     | 5      | 1      | 43      | 19      |
| Бурірам Юнайтед    | 2017               | 17   | 1    | 6     | 0     | 0      | 0      | 23      | 1       |
| Бурірам Юнайтед    | 2018               | 28   | 3    | 10    | 0     | 7      | 1      | 38      | 3       |
| Бурірам Юнайтед    | 2019               | 27   | 6    | 8     | 1     | 6      | 0      | 41      | 7       |
| Бурірам Юнайтед    | 2020               | 4    | 1    | 0     | 0     | 2      | 0      | 6       | 1       |
| Бурірам Юнайтед    | Загалом            | 149  | 31   | 46    | 17    | 26     | 3      | 221     | 51      |
| Патум Юнайтед      | 2020               | 0    | 0    | 0     | 0     | 0      | 0      | 0       | 0       |
| Патум Юнайтед      | Загалом            | 0    | 0    | 0     | 0     | 0      | 0      | 0       | 0       |
| Ельче (в оренді)   | 2016–2017          | 17   | 0    | —     | —     | —      | —      | 17      | 0       |
| Ельче (в оренді)   | Загалом            | 17   | 0    | 0     | 0     | 0      | 0      | 17      | 0       |
| Загалом за кар'єру | Загалом за кар'єру | 252  | 23   | 34    | 16    | 11     | 2      | 297     | 41      |

## Титули і досягнення
- Чемпіон Таїланду (5):

«Бурірам Юнайтед»: 2014, 2015, 2017, 2018
«Патум Юнайтед»: 2020
- Володар Кубка Таїланду (1):

«Бурірам Юнайтед»: 2015
- Володар Кубка тайської ліги (1):

«Бурірам Юнайтед»: 2015, 2016
- Володар Кубка Чемпіонів Таїланду (3):

«Бурірам Юнайтед»: 2019
«Патум Юнайтед»: 2021, 2022